# Shripad Yesso Naik
Shripad Yesso Naik, né le 4 octobre 1952, est un homme politique indien,,.
En novembre 2014, il est nommé à la tête d'un nouveau ministère chargé des médecines et pratiques traditionnelles : ayurveda, yoga, naturopathie, unani, siddha et homéopathie.